# Megalagrion mauka
Megalagrion mauka là loài chuồn chuồn trong họ Coenagrionidae. Loài này được Daigle miêu tả khoa học đầu tiên năm 1997.